# Pacific Motorway
Der Pacific Motorway ist eine Autobahn im Südosten des australischen Bundesstaates Queensland. Er verbindet den Inner City Bypass (M3) in der Innenstadt von Brisbane mit dem Pacific Highway (R1) nordwestlich von Tweed Heads an der Gold Coast im Bereich der Grenze nach New South Wales.
Der Streckenabschnitt auf dem Stadtgebiet von Brisbane hieß anfangs Riverside Expressway. Den ersten Teil dieser Autobahn, der 1973 in Brisbane eröffnet wurde, nannte man früher South East Freeway. Der South East Freeway erhielt die Nummer F3, aber 1994 wurden dieser Name und die Nummerierung ad acta gelegt. Seitdem gehört dieser Abschnitt auch zum Pacific Motorway und wird als M3 bezeichnet.
Die Autobahn ist vom Logan Motorway (QM6) bis zum Smith Street Motorway (S10) achtspurig ausgebaut und die Geschwindigkeit ist dort auf 110 km/h begrenzt. Auf den anderen Streckenabschnitten besitzt sie vier oder sechs Spuren und die Geschwindigkeitsbeschränkung beträgt 100 km/h. Der Pacific Motorway führt durch die wichtige Ferienregion Gold Coast, wohin der meiste Straßenverkehr aus Brisbane fließt. In den Jahren 1990–1998 wurden für diese Autobahn einschließlich ihres Ausbaus AU-$ 2 Mrd. aufgewendet.
Im März 2006 stellte die Regierung von Queensland eine Planung für wesentliche Änderungen am Streckenabschnitt zwischen Springwood und Daisy Hill vor. Diese betraf hauptsächlich den Ausbau der Ein- und Ausfahrten und sollte die Verkehrsprobleme an den Zubringerstraßen beheben. Diese Planung führte zu öffentlichen Protesten, hauptsächlich von Leuten, deren Grundstücke und Häuser für die Umbaumaßnahmen enteignet werden sollten. Die Planungen für den Streckenabschnitt zwischen Daisy Hill und Loganholme begann im August 2007.
Es gibt auch Pläne, den vierspurigen Abschnitt von Nerang nach Tugun nach und nach auf sechs Spuren zu erweitern.
Der Tugun Bypass wurde 2008 fertiggestellt. Er ist vierspurig ausgebaut und soll erst 2025 auf sechs Spuren erweitert werden.
Die Autobahn erschließt viele Touristenattraktion der Gold Coast, wie die Warner Bros. Movie World, Wet'n'Wild Water World und Dreamworld.

## Servicezentren
Als der Pacific Motorway im September 2000 ausgebaut wurde, war er die erste Autobahn in Queensland, die mit Servicezentren ausgestattet wurde. Es gibt zwei davon, eine in Stapylton für den Verkehr Richtung Süden und eine in Coomera für den Verkehr Richtung Norden. Es gibt dort Tankstellen von BP, Schnellrestaurants von McDonald’s und anderen Ketten, Picknickplätze und Geschäfte. Die Dächer sind mit Solarpaneelen zur Stromversorgung der Einrichtungen versehen.

## Radarfallen
Eine fest installierte Radarfalle für den Verkehr Richtung Norden befindet sich in Tarragindi und eine eben solche in Loganholme kurz nach dem Anschluss des Logan Motorway.

## Ausfahrten und Autobahndreiecke
| Pacific Motorway                                                                       |              |                                                                                        |
| Ausfahrten Richtung Norden                                                             | Ausfahrt Nr. | Ausfahrten Richtung Süden                                                              |
| Ende des Motorway Straße führt weiter als Coronation Drive nach Indooroopilly          | -            | Nördliche Vororte, Sunshine Coast Hale Street / Inner City Bypass (ICB)                |
| Nördliche Vororte, Sunshine Coast Hale Street / Inner City Bypass (ICB)                | -            | Nördliche Vororte, Sunshine Coast Hale Street / Inner City Bypass (ICB)                |
| keine Ausfahrt                                                                         | -            | Skew Street                                                                            |
| Herschel Street                                                                        | -            | Verkehr Richtung Süden über North Quay                                                 |
| Turbot Street                                                                          | -            | Beginn des Motorway                                                                    |
| Elizabeth Street                                                                       | -            | Elizabeth Street                                                                       |
| Margaret Street                                                                        | -            | Margaret Street                                                                        |
| South Brisbane Stanley Street                                                          | 2            | South Brisbane Vulture Street                                                          |
| Nördliche Vororte, Sunshine Coast Clem Jones Tunnel                                    | 4            | keine Ausfahrt                                                                         |
| Greenslopes Juliette Street                                                            | 5            | Greenslopes Cornwall Street                                                            |
| keine Ausfahrt                                                                         | 8            | Tarragindi Marshall Road                                                               |
| Mount Gravatt Gaza Road                                                                | 9            | keine Ausfahrt                                                                         |
| keine Ausfahrt                                                                         | 11           | Upper Mount Gravatt Klump Road / Mains Road                                            |
| Eight Mile Plains, Upper Mount Gravatt Logan Road                                      | 14           | Eight Mile Plains, Upper Mount Gravatt Logan Road                                      |
| Ende Beginn                                                                            | 16           | keine Ausfahrt                                                                         |
| Sunshine Coast, Flughafen Brisbane Gateway Motorway                                    | 16           | Ende Beginn                                                                            |
| keine Ausfahrt                                                                         | 19           | Rochedale South, Springwood, Underwood Rochedale Road                                  |
| Springwood, Underwood Logan Road                                                       | 20           | Springwood Old Pacific Highway                                                         |
| keine Ausfahrt                                                                         | 22           | Springwood Old Pacific Highway                                                         |
| Daisy Hill, Logan Central Paradise Road                                                | 23           | Slack’s Creek, Logan Central Chatswood Road                                            |
| Daisy Hill, Loganlea Winnets Road                                                      | 24           | Daisy Hill, Loganlea Loganlea Road                                                     |
| Slack’s Creek Nujooloo Road                                                            | 25           | Shailer Park Shailer Road                                                              |
| Shailer Park Old Pacific Highway                                                       | 26           | keine Ausfahrt                                                                         |
| Shailer Park, Loganholme Bryants Road                                                  | 28           | Shailer Park, Tanah Merah Bryants Road                                                 |
| Loganholme, Redland Bay, Cleveland Beenleigh — Redland Bay Road                        | 30           | Loganholme, Redland Bay, Cleveland Beenleigh — Redland Bay Road                        |
| Browns Plains, Ipswich, Toowoomba Logan Motorway                                       | 31           | Browns Plains, Ipswich, Toowoomba Logan Motorway                                       |
| Beenleigh City Road                                                                    | 34           | Beenleigh, Eagleby City Road                                                           |
| Beenleigh, Eagleby Main Street                                                         | 35           | Beenleigh, Eagleby Main Street                                                         |
| Yatala, Jacobs Well Stapylton — Jacobs Well Road                                       | 38           | Stapylton, Jacobs Well, Stapylton Travel Centre Stapylton — Jacobs Well Road           |
| Yatala, Ormeau Computer Road                                                           | 41           | Yatala, Ormeau Computer Road                                                           |
| Ormeau, Kingsholme, Norwell Mirambeena Drive                                           | 45           | Ormeau, Kingsholme, Pimpama Peachey Road                                               |
| Pimpama, Willow Vale, Jacobs Well Pimpama — Jacobs Well Road                           | 49           | Pimpama, Willow Vale, Jacobs Well Pimpama — Jacobs Well Road                           |
| Coomera, Upper Coomera, Coomera Travel Centre, Dreamworld Foxwell Road                 | 54           | Coomera, Upper Coomera, Dreamworld Foxwell Road                                        |
| Oxenford, Hope Island, Tamborine Mountain Hope Island Road, Tamborine — Oxenford Road  | 57           | Oxenford, Hope Island, Tamborine Mountain Hope Island Road, Tamborine — Oxenford Road  |
| Helensvale, Oxenford, Warner Bros. Movie World, Wet'n'Wild Water World Helensvale Road | 60           | Helensvale, Oxenford, Warner Bros. Movie World, Wet'n'Wild Water World Helensvale Road |
| Helensvale, Pacific Pines Gold Coast Highway                                           | 62           | Helensvale, Pacific Pines Gold Coast Highway                                           |
| Southport, Pacific Pines, Sea World Smith Street Motorway                              | 66           | Southport, Pacific Pines, Sea World Smith Street Motorway                              |
| Nerang, Ashmore, Southport — Nerang Road                                               | 69           | Nerang, Ashmore, Surfers Paradise Southport — Nerang Road                              |
| Nerang, Broadbeach, Beaudesert, Murwillumbah (NSW) Nerang — Broadbeach Road            | 71           | Nerang, Broadbeach, Beaudesert, Murwillumbah (NSW) Nerang — Broadbeach Road            |
| keine Ausfahrt                                                                         | 71A          | Nerang Pappas Way                                                                      |
| Nerang, Carrara, Broadbeach Nielsons Road                                              | 73           | Nerang, Carrara, Broadbeach Nielsons Road                                              |
| Worongary, Carrara Elysium Road                                                        | 75           | Worongary, Carrara Elysium Road                                                        |
| Worongary, Merrimac, Broadbeach, Tallai Gold Coast — Springbrook Road (Gooding Drive)  | 77           | Worongary, Merrimac, Broadbeach, Tallai Gold Coast — Springbrook Road (Gooding Drive)  |
| Mudgeeraba, Robina, Springbrook Robina Parkway                                         | 79           | Mudgeeraba, Robina Robina Parkway                                                      |
| Mudgeeraba, Springbrook The Link Way                                                   | 80           | keine Ausfahrt                                                                         |
| Robina, Mudgeeraba Somerset Drive                                                      | 82           | Robina, Mudgeeraba Robina Parkway                                                      |
| Burleigh Heads, Reedy Creek, Varsity Lakes Reedy Creek Road                            | 85           | Burleigh Heads, Reedy Creek, Varsity Lakes Reedy Creek Road                            |
| keine Ausfahrt                                                                         | 85A          | Penny Lane                                                                             |
| Burleigh Heads, Reedy Creek, Southport Bermuda Street                                  | 87           | Burleigh Heads, Reedy Creek Bermuda Street                                             |
| Burleigh Heads, Tallebudgera Tallebudgera Creek Road                                   | 89           | Burleigh Heads, Tallebudgera Tallebudgera Creek Road                                   |
| Palm Beach, Elanora Palm Beach Avenue                                                  | 92           | Palm Beach, Elanora Palm Beach Avenue                                                  |
| Palm Beach, Elanora, Currumbin K.P. McGrath Drive                                      | 93           | Palm Beach, Elanora, Currumbin Sarawak Avenue                                          |
| Currumbin, Currumbin Valley Stewart Road                                               | 95           | Currumbin, Tugun, Coolangatta, Gold Coast Airport Gold Coast Highway, Stewart Road     |
| Tunnel under airport runway                                                            |              |                                                                                        |
| QLD STAATSGRENZE NSW                                                                   |              |                                                                                        |
| Beginn Pacific Motorway Ende Beginn                                                    | -            | Tweed Heads (NSW), Gold Coast Airport Gold Coast Highway, Kennedy Drive                |
| Tweed Heads (NSW), Coolangatta, Tugun, Gold Coast Airport Gold Coast Highway           | -            | Ende Pacific Motorway weiter als Pacific Highway nach Ballina und Sydney               |

Bemerkungen
Die Ausfahrten sind aufsteigend von der Innenstadt von Brisbane aus nummeriert.